# امانوئله مریسی
امانوئله مریسی (ایتالیایی: Emanuele Merisi؛ زادهٔ ۱۰ اکتبر ۱۹۷۲) شناگر اهل ایتالیا بود.
وی در مسابقات کشوری و بین‌المللی در مجموع برندهٔ ۵ مدال طلا، ۴ مدال نقره، ۶ مدال برنز شده‌است.